# The Making of Pump
The Making of Pump es un vídeo (documental) sobre la grabación del disco Pump de Aerosmith. Esto también destaca entrevistas con la banda.

## Miembros de la banda
- Tom Hamilton
- Joey Kramer
- Joe Perry
- Steven Tyler
- Brad Whitford
- Bruce Fairbairn